# Agenzia nazionale per le nuove tecnologie, l'energia e lo sviluppo economico sostenibile
L'Agenzia nazionale per le nuove tecnologie, l'energia e lo sviluppo economico sostenibile, nota anche come ENEA, è un ente pubblico di ricerca italiano che opera nei settori dell'energia, dell'ambiente e delle nuove tecnologie a sostegno delle politiche di competitività e di sviluppo sostenibile.
È vigilato dal Ministero dell'ambiente e della sicurezza energetica.
Presidenti storici sono stati Umberto Colombo, Nicola Cabibbo, Carlo Rubbia e Luigi Paganetto.

## Storia
La storia dell'ENEA è stata molto articolata e costellata di scioglimenti, commissariamenti e riorganizzazioni successive, in gran parte collegate alla travagliata vicenda della produzione dell'energia nucleare in Italia e alle politiche energetiche complessive del Paese.

### Le origini: il CNRN (1952-1959)
Il Comitato Nazionale per le Ricerche Nucleari (CNRN) nasce nel 1952 all'interno del Consiglio Nazionale delle Ricerche (CNR) allo scopo di acquisire e diffondere conoscenze scientifiche sulle applicazioni pacifiche dell'energia nucleare. Fanno parte del CNRN Edoardo Amaldi, Bruno Ferretti, Felice Ippolito (professore di Geologia Applicata all'Università di Napoli) e l'ing. Vittorio De Biasi. Alla presidenza è chiamato Francesco Giordani (professore di Chimica all'Università di Napoli ed ex-presidente dell'IRI sotto il fascismo negli anni tra il 1939 e il 1943).
Nel 1953 si decide anche di costruire un acceleratore di elettroni e l'Istituto Nazionale di Fisica Nucleare (INFN), che era stato istituito l'8 agosto 1951, viene trasferito per questioni economiche sotto l'amministrazione del CNRN. Parte così la realizzazione dei laboratori di Frascati sotto la direzione tecnico-scientifica dell'INFN (in particolare del prof. Giorgio Salvini) ma con il finanziamento e la disponibilità di personale del CNRN. La realizzazione dell'Elettrosincrotrone viene completata nel 1959.
L'INFN rimarrà per molti anni all'interno del CNRN (e poi del CNEN) occupandosi della ricerca fondamentale e usando circa un quarto delle sue risorse economiche. Le traversie del CNRN/CNEN avranno quindi una costante ricaduta sulla ricerca nucleare fondamentale italiana e questa mancata separazione tra ricerca di base e applicata causerà difficoltà nella valutazione dei risultati e nelle scelte sui finanziamenti.
Nel 1955 la Edison (una società privata produttrice di energia elettrica) inizia a programmare la costruzione della prima centrale nucleare in Italia (un impianto monoreattore PWR da 257 MW di potenza elettrica netta ubicato a Trino) per cercare di affermare il diritto dei privati a effettuare operazioni del genere e a contrastare le tendenze alla nazionalizzazione dell'energia elettrica. Nel 1956 anche l'ENI propone al Governo italiano la costruzione di una centrale nucleare.
Nel 1956 la presidenza del CNRN passa al senatore Basilio Focaccia "assolutamente digiuno di problemi nucleari". Nello stesso anno nasce ad Ispra anche il Centro Ricerche Euratom (oggi Centro comune di ricerca), che è la prima infrastruttura per la ricerca del CNRN e viene ordinato un reattore nucleare sperimentale CP5 da 5MW alla American Car and Foundry. Nel 1957 si firmano i trattati di Roma (che istituiscono il Mercato Europeo Comune) e nasce così la Comunità europea dell'energia atomica (CEEA o Euratom), un organismo che si affianca ai vari enti o commissioni nazionali senza sostituirli e assorbendo grandi quantità di finanziamenti pubblici anche italiani.
Sempre nel 1957 Adriano Buzzati Traverso (ordinario di genetica presso l'Università di Pavia) diviene il direttore della neonata Divisione Biologica del CNRN, istituita allo scopo di studiare gli effetti delle radiazioni: nei bienni 1959–60 e 1960–61 vengono organizzati due corsi di specializzazione sugli effetti biologici delle radiazioni ionizzanti a Pavia.
Nel 1958 vengono avviate le procedure per la costruzione delle altre due centrali nucleari italiane: una dell'ENI a Latina-Borgo Sabotino (di tipo gas-grafite da 220 MW - 200 MW netti in rete - commissionata all'azienda inglese Nuclear Power Plant Co."N.P.P.C." con la collaborazione e la direzione dei lavori dell'Agip Nucleare) e una dell'IRI (di tipo BWR da 150 MW commissionata all'americana General Electric) al Garigliano. Avviene così che le tre centrali in costruzione usino tre tecnologie completamente diverse.
Nel 1959 nasce, nei pressi di Roma, il Centro Ricerche Casaccia (Su progetto di Carlo Rusconi Clerici) assorbendo alcuni laboratori ubicati presso l'Università di Roma e altri enti. Sempre nel 1959 viene inaugurato ad Ispra il reattore CP5 costato più di tre milioni di dollari.

### Dal CNRN al CNEN
Nel 1960 il Parlamento italiano trasforma il CNRN in Comitato Nazionale per l'Energia Nucleare (CNEN), distaccandolo definitivamente dal CNR. Il presidente è l'allora ministro dell'Industria Emilio Colombo mentre Felice Ippolito continua a ricoprire il ruolo di Segretario Generale. Nello stesso anno il Governo italiano cede (a condizioni abbastanza svantaggiose) all'Euratom il Centro Ricerche di Ispra e il reattore CP5 dopo soli pochi mesi dal suo completamento. La trattativa viene condotta in maniera poco trasparente e l'esito causa grandi proteste sui giornali e le dimissioni del direttore del centro di Ispra, il Prof. Salvetti. Gran parte della ricerca tecnologica sviluppata ad Ispra viene trasferita nel Centro della Casaccia, che assume un ruolo ancora più rilevante. La Casaccia diventa il centro più importante per la ricerca nucleare applicata in Italia: i primi laboratori ad entrare in funzione sono il laboratorio di genetica (fondato da Adriano Buzzati Traverso insieme a Gian Tommaso Scarascia Mugnozza) e il laboratorio di elettronica.
Negli anni '60 il CNEN realizza a Frascati, in collaborazione con EURATOM, il laboratorio Gas Ionizzati che è il primo nucleo di ricerca italiano ad occuparsi dei problemi della fusione termonucleare ed apre un centro a Bologna che orienta i suoi obiettivi all'informatica configurandosi come uno dei maggiori Centri nazionali di calcolo scientifico.
Contemporaneamente il CNEN si propone anche come struttura di sviluppo tecnologico in stretto collegamento con l'industria, per la progettazione e realizzazione di impianti nucleari e impianti per il ciclo del combustibile.
In questo settore, il CNEN avvia tre progetti. Il primo è il PRO (Progetto Reattore Organico) un reattore con una tecnologia nuova basata su uranio arricchito raffreddato con un fluido organico. Si trattava di una tecnologia poco conosciuta che fu abbandonata negli USA e fallì anche in Italia determinando una crisi irreversibile di quei laboratori. Il secondo progetto è il PCUT e cioè il “Progetto Ciclo Uranio Torio”, con lo scopo di progettare un impianto, denominato impianto ITREC, in grado di riprocessare il combustibile irraggiato in una piccola centrale statunitense (quella di Elk River) in cambio di un corrispettivo. Il terzo progetto riguardava la costruzione del cosiddetto impianto EUREX, un impianto di riprocessamento degli elementi di combustibile nucleare esauriti provenienti non solo dai reattori di ricerca italiani ma anche da quelli del resto d'Europa. La costruzione comincia nel 1963 ma fallisce a causa della scarsità di richieste di trattamento dal resto d'Europa (è stato chiuso nel 1983).
Nel novembre del 1962 vengono nazionalizzate le aziende operanti nella produzione, commercializzazione, distribuzione e trasporto di energia elettrica e viene istituita l'ENEL. Ippolito entra a far parte del consiglio di amministrazione dell'ENEL e per legge si deve dimettere dall'incarico di Segretario Generale del CNEN. Lo fa ma si fa subito riassumere come consulente con gli stessi compiti.
All'inizio degli anni 1960 entrano in funzione le centrali di Latina, di Sessa Aurunca e di Trino.
Nell'agosto del 1963 il segretario del partito socialdemocratico Saragat e un suo collega di partito, il deputato Preti attaccano il CNEN, mettendo in discussione la validità economica della costruzione delle tre centrali e il piano quinquennale del CNEN. Ippolito viene sospeso dall'incarico nel CNEN e successivamente viene istituita una commissione di indagine ministeriale, la cui inchiesta porta all'apertura di un processo penale nei confronti di Ippolito. Nel febbraio 1964 Ippolito viene sostituito dal professor Carlo Salvetti.
A ottobre Ippolito viene condannato; uscirà dal carcere dopo due anni e, nel 1968, riceverà la grazia dal presidente della Repubblica Giuseppe Saragat, lo stesso che aveva avviato la campagna contro di lui. Bisogna notare che all'incirca nello stesso periodo avvengono sia l'attentato (il 27 ottobre 1962) al presidente dell'Eni Enrico Mattei che l'arresto (l'8 aprile 1964) per "peculato" di Domenico Marotta, direttore dell'Istituto Superiore di Sanità (ISS), nato da un finanziamento della Rockefeller Foundation e che aveva avuto ottimi risultati di ricerca e una gestione efficiente. Questi eventi sono stati spesso interpretati come azioni ispirate dagli Stati Uniti d'America e appoggiate dal Governo italiano per limitare lo sviluppo e l'autonomia scientifica e tecnologica dell'Italia e per difendere gli interessi degli USA a venderci tecnologie nucleari e a sostenere le loro compagnie petrolifere. Non va dimenticato inoltre che Mattei e Ippolito avevano anche avuto un ruolo determinante rispettivamente nell'"accordo tripartito" e nell'avvio del progetto del sottomarino "Guglielmo Marconi".
Dopo la sostituzione di Ippolito vengono istituite delle commissioni per effettuare una revisione dei programmi che nel 1964 producono i seguenti risultati:
- Cancellazione del progetto per la realizzazione del reattore PRO visti i costi enormi previsti per il suo completamento. Si mantiene invece la ricerca di base sui moderatori e refrigeratori organici.
- Continuazione del progetto EUREX estendendolo anche al riprocessamento dei combustibili delle centrali di potenza.
- Continuazione del progetto PCUT visto l'interesse degli americani ed il contributo già assegnato dall'EURATOM. Tuttavia la decisione si rivelerà infelice dato che il progetto causerà un passivo 15 volte maggiore delle previsioni[2] e che gli elementi riprocessati saranno alla fine inservibili per gli americani.
- Impegno in un nuovo progetto sul reattore nucleare CIRENE (CIse REattore a NEbbia) inizialmente lasciato al CISE che lo aveva concepito. Si tratta di un reattore ad uranio naturale in cui il liquido refrigerante è un gas contenente una frazione liquida in sospensione. Il progetto passerà al CNEN nel 1967 quando si deciderà anche di costruire un reattore prototipo da 35 MW.
- Avvio di un'attività di ricerca sui reattori veloci che pochi anni dopo porterà all'avvio del progetto PEC (Prova Elementi di Combustibile). Si tratta di un progetto molto ambizioso che prevede la costruzione di un reattore veloce di prova che doveva entrare in funzione nel 1972.

In questi anni il mondo è preso da un grande entusiasmo per le prospettive dell'energia nucleare e l'Italia non fa eccezione. Si creano però due schieramenti tecnologici-produttivi. Il primo costituito da FIAT-Tosi-Marelli basato sulla licenza PWR-Westinghouse, e l'altro (basato sulla licenza BWR General Electric) formato dall'IRI-Ansaldo e dall'ENI per il combustibile nucleare.
Il 4 agosto 1967, Ansaldo Meccanico Nucleare (dell'allora gruppo IRI-Ansaldo) e General Electric costituiscono, tramite joint venture, una società (Fabbricazioni Nucleari S.p.A.) per la fabbricazione di elementi di combustibile in un nuovo stabilimento ubicato a Bosco Marengo in provincia di Alessandria.
Nel 1967 il presidente dell'ENEL annuncia in modo ufficiale che il suo Ente avrebbe ordinato almeno una centrale nucleare all'anno.
La lotta tra le Partecipazioni Statali (appoggiate dalla lobby genovese e dal PCI) e la FIAT è però molto accanita e ritarda le decisioni: continuerà fino alla sconfitta definitiva della FIAT che lascerà il campo nel 1980. Solo nel 1970 l'ENEL inizia la costruzione della centrale nucleare di Caorso (850 MW con la tecnologia BWR):il suo completamento richiederà più di otto anni. È da notare che nel periodo 1967-71 furono costruite 30 centrali in Francia e 15 in Germania).
A rallentare ulteriormente le iniziative italiane concorre in quegli anni una lotta tra l'IRI e l'ENI che tenta di fare tutto da sola accordandosi con una società tedesca per costruire anche i reattori. La ripartizione dei compiti (IRI per le centrali ed ENI per il combustibile) viene formalizzata dal CIPE nel 1971.
Nel 1971 l'INFN viene separato dal CNEN divenendo un ente pubblico con una sua personalità giuridica e nell'anno successivo i laboratori di Frascati vennero divisi, non senza problemi, tra CNEN ed INFN.
Nel 1972 nasce la Nucleare Italiana Reattori Avanzati (50% Ansaldo e 50% Agip Nucleare) per lo studio e la sperimentazione dei reattori veloci.
Nel 1973, in occasione della guerra del Kippur, i paesi arabi impongono un embargo petrolifero e causano la prima crisi petrolifera con il raddoppio del prezzo del gasolio. Di fronte all'evidenza del problema della sicurezza degli approvvigionamenti di idrocarburi il Governo Italiano rilancia il programma nucleare. Il piano (chiaramente velleitario vista la situazione industriale italiana) verrà definito un paio di anni dopo sotto l'allora ministro dell'industria Donat Cattin e prevede la realizzazione di 20 centrali nucleari da 1000 MW al ritmo di due ogni anno.
Negli stessi anni, a Frascati, il CNEN avvia il progetto e la realizzazione della grande macchina per la fusione termonucleare a confinamento magnetico, a geometria toroidale, FT (Frascati Tokamak) che entrerà in funzione nel 1977.
Nel 1974 un gruppo di ricercatori del CNEN, insieme al professor Scarascia, decide di irraggiare le sementi della varietà di frumento usata per produrre il grano duro (frumento Cappelli) con neutroni in modo da ottenere una mutazione che avesse caratteristiche più favorevoli. L'esperimento ebbe successo, furono ottenute sementi adatte allo scopo e successivamente ibridizzate con varietà messicane fino ad ottenere una nuova varietà denominata “Creso” dalle caratteristiche eccezionali. Il Creso si imporrà sul mercato ed è ora usato per circa il 90% della produzione nazionale di grano duro.
Il 2 agosto 1975 il CIPE decide di avviare la realizzazione della quinta centrale italiana (con una potenza di mille megawatt) localizzata a Montalto di Castro.
Comincia però a crescere rapidamente un movimento di opposizione al nucleare trainato da partiti, sindacati, associazioni ed enti locali. Le contestazioni impongono una battuta d'arresto alla progettazione della centrale, che ottiene il nulla osta soltanto nel febbraio 1979, seguito poi dall'avvio effettivo dei lavori nella seconda metà del 1981.
In questo periodo, con la gestione Clementel, il CNEN avvia molte collaborazioni con l'industria pubblica del gruppo IRI finendo però per ridursi al ruolo di semplice finanziatore: in particolare il progetto del reattore nucleare CIRENE viene affidato per la realizzazione industriale al gruppo Ansaldo mentre il progetto PEC per la realizzazione di elementi di combustibile per reattori veloci viene affidato alla NIRA.
Nel frattempo l'industria nazionale (ANSALDO, FIAT, BREDA e una miriade di sub-fornitori) viene coinvolta nella realizzazione (che durò dal 1974 al 1981) della centrale veloce europea "Superphoenix" presso Lione da parte del consorzio NERSA di cui la EDF deteneva il 51% ed ENEL il 33%.
In Italia però il nucleare non riesce a svilupparsi. Le cause sono molteplici. Ci sono indecisioni strategiche sul tipo di reattori da realizzare (BWR, PWR, ad uranio naturale o addirittura autofertilizzanti) e sulla scelta tra acquisto delle licenze all'estero (da General Electric e da Westinghouse) o lo sviluppo più lento di una soluzione italiana. Ci sono contrasti su come spartire gli appalti. C'è anche, nel 1976, la decisione del Presidente degli USA, G.R. Ford, di privatizzare il nucleare statunitense con la conseguente perdita della garanzia governativa USA sui finanziamenti internazionali che avrebbero dovuto sostenere il Piano Nucleare Italiano. Ma soprattutto c'è la opposizione degli enti locali ad accogliere sul proprio territori i nuovi impianti.
Il Programma viene ridotto prima a 12 centrali da 1000 MW e in seguito a sole 6 centrali.
Il ridimensionamento del Programma Nucleare nazionale mette in crisi le attività del CNEN e nel 1978 la stessa definizione istitutiva del Comitato viene posta in discussione pubblicamente con la presentazione di diverse iniziative di legge per cambiare l'assetto istituzionale del CNEN ed in parallelo con iniziative di legge per la creazione di nuovi organismi governativi per lo sviluppo delle fonti rinnovabili ed in particolare dell'energia solare.
Il 20 ottobre 1978 il ministro dell'Industria, Carlo Donat-Cattin, presenta al Consiglio dei ministri un Ddl di iniziativa governativa che prevede l'allargamento delle attività del CNEN al settore delle fonti di energia rinnovabile, ed in particolare all'energia solare con la costruzione di un apposito Centro di Ricerca nel mezzogiorno.
A metà del 1978 viene chiamato a presiedere il CNEN il Prof. Umberto Colombo, già Direttore dell'Istituto Donegani e delle ricerche della Montedison, membro del Gruppo di Roma sui Limiti dello Sviluppo di Aurelio Peccei.
Nel 1979, in seguito al blocco della produzione petrolifera dell'Iran per lo scoppio della rivoluzione e la successiva guerra con l'Iraq, esplode la seconda crisi petrolifera che ripropone la discussione sulla situazione energetica italiana, sulla dipendenza dal petrolio e sulle possibili opzioni alternative.
Inoltre nel 1979 avviene l'incidente di Three Mile Island che fornisce nuova spinta alle contestazioni ambientalistiche al nucleare.
Il 15 novembre 1979 c'è un'audizione del prof. Colombo alla Commissione Industria del Senato sulle prospettive delle energie alternative in Italia. Il prof. Colombo, in accordo con le tesi precedentemente avallate da Donat Cattin, sostiene la necessità nazionale dello sviluppo delle energie alternative e del risparmio energetico e l'opportunità di assegnare al CNEN tale compito vista l'esistenza nell'Ente di competenze e strutture, vista la funzione di cerniera esercitata dall'Ente tra il mondo della ricerca e quello dell'industria, e vista la possibilità di riconvertire alcune strutture tecnico-amministrative dell'Ente per abbreviare i tempi.
Il CIPE accetta queste tesi sulle fonti rinnovabili al CNEN nel 1980 e stanzia i relativi finanziamenti.
La mancata creazione di una nuova istituzione indipendente, come in altri paesi, e l'assegnazione al CNEN della competenza sul solare “non mancherà di avere ripercussioni sulla reale possibilità operativa delle strutture preposte dall'Ente ad operare sull'energia solare “a fianco”, ma in realtà in una sorta di “conflitto d'interesse” di carattere soprattutto culturale, con le attività ben più consistenti che operavano già da molti anni sul nucleare”.
Il Piano Energetico Nazionale, approvato dal CIPE e dal Parlamento nel dicembre 1981, oltre ad indicare il programma di realizzazione delle nuove Centrali Nucleari per gli anni '90, introduce il concetto di impianto standard o unificato.
Uno degli obiettivi definiti dal Piano è infatti quello di sviluppare un Progetto Unificato Nucleare, basato sul sistema PWR, identico per tutto il pacchetto delle prossime 7 o 8 unità, salvo quegli adattamenti che potranno essere richiesti in relazione ai singoli siti. La prima centrale del Programma Nucleare Unificato dell'ENEL sarebbe dovuta sorgere al posto della vecchia centrale di Trino e si avviano anche i primi lavori preparativi per il cantiere.

### Dal CNEN all'ENEA (Energia Nucleare ed Energie Alternative)
Il 5 marzo 1982 il CNEN si trasforma in ENEA (comitato nazionale per la ricerca e lo sviluppo dell'Energia Nucleare e delle Energie Alternative) e si occupa, da quel momento, non più soltanto di energia nucleare ma anche di fonti rinnovabili, uso razionale dell'energia e impatto ambientale. Il presidente è sempre il professor Umberto Colombo. Il direttore generale è Fabio Pistella.
In realtà già dal settembre del 1981 era stato costituito il Dipartimento Fonti Alternative Rinnovabili e Risparmio Energetico (FARE), guidato dal professor Ugo Farinelli e vengono costituite al suo interno una divisione per le attività di ricerca sul fotovoltaico e una per gli impianti eolici, fotovoltaici (Delphos) e di accumulo elettrico.
Nel marzo 1982 l'ENEA delibera la costruzione del Centro di Portici per le ricerche sul fotovoltaico (in particolare sul Silicio amorfo idrogenato e sui Semiconduttori composti come CdS, GaAs, CdTe, CuInSe2, ecc.). Il centro diverrà pienamente operativo nel 1988.
Negli anni seguenti l'ENEA riceve finanziamenti cospicui (a fronte di metà del personale, CNR e ENEA godevano degli stessi finanziamenti) la maggior parte dei quali si riversano nelle aziende private attraverso la voce “promozione industriale”. L'ENEA si caratterizza per il nuovo contratto “ privatistico” che lo allontana progressivamente dal mondo della ricerca pubblica. I ricercatori ed i tecnologi vengono incoraggiati a trasformarsi in “gestori di denaro pubblico”, i tecnici in amministrativi. I nuovi dirigenti sono nominati direttamente dal Consiglio di Amministrazione.
Nel Centro di Frascati le competenze dei nuclei di servizio per lo storico Elettrosincrotrone (criogenia, magneti, calcolo numerico, alte energie) e per il Tokamak, si sviluppano in altre attività nel campo della superconduttività, della spettroscopia molecolare, dei laser e di innovative macchine acceleratici. Vengono sviluppati e realizzati, per la prima volta in Italia, un laser a centri di colore ed un laser ad elettroni liberi. A partire dal 1985 vengono, inoltre, sviluppati laser di potenza ad eccimeri per utilizzazioni scientifiche ed applicative.
Il 26 aprile 1986 avviene il Disastro di Černobyl'. L'impressione è enorme e parte immediatamente una raccolta di firme per un referendum.
In sostanza i quesiti chiedevano:
1. Volete che venga abrogata la norma che consente al Cipe di decidere sulla localizzazione delle centrali nel caso in cui gli enti locali non decidano nei tempi stabiliti?
2. Volete che venga abrogato il compenso ai comuni che ospitano centrali nucleari o a carbone?
3. Volete che venga abrogata la norma che consente all'ENEL di partecipare ad accordi internazionali per la costruzione e la gestione di centrali nucleari all'estero?

Il referendum si svolge nel novembre 1987 e la vittoria dei Sì è schiacciante (rispettivamente l'81%, l'80% e il 72%). Questo evento viene usato per dare un colpo definitivo ad ogni residua velleità nucleare, al di là del contenuto specifico dei quesiti referendari. La vittoria dei Sì viene cioè utilizzata come un mezzo per uscire da una situazione difficile vista la riluttanza degli enti locali a concedere l'autorizzazione alla costruzione delle centrali nucleari. I lavori a Trino-2 vengono interrotti e successivamente il governo farà chiudere (nel 1990) anche le centrali di Caorso e di Trino-1.
Contemporaneamente la costruzione della nuova centrale nucleare di Montalto di Castro viene riconvertita (con spese enormi) in termica tradizionale. Più in generale viene cancellato l'intero programma nucleare italiano (Progetto Unificato Nucleare – PUN) e viene cancellata la partecipazione al consorzio NERSA – Superphenix (la centrale aveva iniziato a produrre energia solo nel 1985 lavorando a meno del 30% della sua potenza massima). Viene stabilita la chiusura degli impianti ENEA di ricerca sul ciclo del combustibile nucleare (impianto EUREX a Saluggia (VC), impianto di Fabbricazioni Nucleari di Bosco Marengo, impianti IPU e Opec di Casaccia (Roma) e impianto impianto ITREC nel C.R. Trisaia). Anche la tecnologia dell'arricchimento isotopico dell'uranio mediante laser, che era arrivata alla fase finale di sviluppo, viene abbandonata. Infine il progetto del reattore nucleare CIRENE, arrivato dopo quasi trenta anni di lavoro ad un passo dal suo completamento e costato 600 miliardi di lire di allora, viene definitivamente abbandonato: i costosissimi resti del prototipo stanno ancora nelle vicinanze di Latina.
Nel 1989, a Frascati, viene messa in funzione la macchina a confinamento magnetico di tipo avanzato FTU (Frascati Tokamak Upgrade).

### Dall'ENEA all'ENEA (Ente per le nuove tecnologie, l'energia e l'ambiente)
L'abbandono delle attività di ricerca sul nucleare porta nel 1991 a una nuova legge di riforma (la legge 25 agosto 1991, n. 282) dell'Ente. L'acronimo viene mantenuto ma il suo significato diventa "Ente per le nuove tecnologie, l'energia e l'ambiente". Vengono creati tre grandi dipartimenti per la ricerca nel campo delle nuove tecnologie (Dipartimento Innovazione ex Area Innovazione), dell'ambiente (Dipartimento Ambiente ex Area Ambiente) e dell'energia (Dipartimento Energia ex Area Energia).
Il processo di riconversione dell'Ente accelera ulteriormente. In questo frangente alcuni ricercatori, principalmente quelli iscritti all'associazione ANPRI, sostennero che il suddetto processo pesasse sulle capacità dei singoli ricercatori e tecnologi con risultati disomogenei, talora eccellenti, ottenuti spesso contro la stessa struttura gerarchica, incapace di fornire obiettivi credibili. Le attività di ricerca cominciano ad essere svolte da gruppi molto più piccoli e flessibili di quelli tipici della ricerca in campo nucleare ma l'organizzazione centralizzata, gerarchica e burocratica dell'ENEA rimane immutata.
Nel maggio 1993 il prof. Nicola Cabibbo viene nominato presidente dell'ENEA (Governo Ciampi).
Nel 1994 l'ENEA DISP (Dipartimento di sicurezza e protezione) viene conglobato nella costituenda Agenzia nazionale protezione ambientale (ANPA, Legge 61/94), che in seguito divenne Agenzia per la Protezione dell'Ambiente e per i servizi Tecnici (APAT, D.Lgs. 300/99) e che nel 2008, con il Decreto Legge 25 giugno 2008, n. 112, diviene l'Istituto Superiore per la Protezione e la Ricerca Ambientale (ISPRA). Parte delle risorse vengono così dirottate verso un'altra istituzione più orientata al servizio che alla ricerca, impoverendo la ricerca ambientale nell'Ente e nel Paese.
Nel 1998, nell'ambito del riordino degli enti pubblici di ricerca del Governo di centro-sinistra (Prodi), viene predisposta una nuova riforma dell'ENEA. La “nuova” missione dell'Ente (d.lgs. 36/1999) assegna all'ENEA nuove finalità, tra cui la ricerca sullo “sviluppo sostenibile”. L'ENEA, in ragione della sua peculiarità e della sua complessità strutturale ed organizzativa, non viene inserito nel comparto degli EPR e mantiene la vecchia organizzazione dopo un'iniziale proposta di ristrutturazione addirittura in “ente economico” come società per azioni. Lo stesso Governo aveva già promosso inoltre, con la legge Treu, la dislocazione dei ricercatori pubblici presso le piccole e medie imprese (legge 24 giugno 1997, n. 196, art. 14, Occupazione nel settore della ricerca) mentre analoghi istituti per la mobilità verso altri Enti pubblici di ricerca non vengono attivati. Le successive riorganizzazioni dell'Ente e il suo quadro istituzionale anomalo contribuiscono a determinare un progressivo isolamento del personale dal resto del mondo scientifico e un forte deterioramento della sua immagine esterna e interna.

### La presidenza Rubbia
Nel luglio 1999 il Presidente del Consiglio Massimo D'Alema, con ferma convinzione di risolvere i problemi dell'Ente, nominò presidente dell'ENEA il professor Carlo Rubbia, premio Nobel per la Fisica nel 1984. Nell'agosto 1999 viene perfezionata la nomina del dottor Renato Strada a direttore generale.
Rubbia inizia un programma di revisione dei principali obiettivi tecnico-scientifici per definire le nuove priorità dell'Ente effettuando innanzitutto un censimento dei progetti in corso: si vede che ce ne sono ben 751 (per circa 800 ricercatori). Inaugura poi un nuovo approccio "bottom-up" per l'analisi, l'approvazione e la gestione dei progetti di ricerca tecnico-scientifici, che prevede proposte da parte dei ricercatori valutate poi da Commissioni di esperti scelti dalle strutture tecnico-scientifiche. Dichiara anche di voler ridurre la burocrazia, attuare un decentramento delle responsabilità gestionali (con valutazioni periodiche dei risultati raggiunti) ed aumentare la circolazione delle informazioni. Si cominciano anche ad effettuare molte riunioni tecniche con la partecipazione di Rubbia e a volte le stesse riunioni del CdA sono precedute da seminari tecnici.
Il 19 ottobre 1999 viene presentato il piano di riorganizzazione dell'ente.
Il primo novembre 1999 viene istituita (in ottemperanza al decreto legislativo n. 79 del 16 marzo 1999) la SOGIN (Società Gestione Impianti Nucleari SpA). Si tratta di una Società per azioni con unico socio il ministero dell'Economia e delle Finanze che ha il compito di sovrintendere alla gestione dei rifiuti nucleari e allo smantellamento degli impianti nucleari obsoleti. Il responsabile è un militare, il generale Carlo Jean. Parte del personale ENEA viene trasferito alla SOGIN. A SOGIN vengono conferite le quattro centrali nucleari italiane di Trino, Caorso, Latina e Garigliano.
Il processo di valutazione delle proposte progettuali in ENEA viene avviato nel febbraio del 2000. Nel giugno del 2000 dissapori tra Rubbia e DG portano alla revoca all'incarico di quest'ultimo.
Il 30 agosto del 2000 viene nominato un nuovo DG, l'Ingegner Gaetano Tedeschi. Il processo di valutazione dei progetti termina il 15 novembre 2000. Alcuni progetti proposti dalla base vengono approvati e finanziati ma non riceveranno mai le necessarie risorse umane.
Nel novembre del 2000 viene inserito nell'ultima finanziaria del governo di centro-sinistra un emendamento che recita: “… l'ENEA è inoltre obbligato a predisporre un piano di ristrutturazione della propria organizzazione e della propria attività finalizzato alla concentrazione su un numero limitato di rilevanti progetti di ricerca, di sviluppo tecnologico e di trasferimento dell'innovazione”. Viene previsto anche il relativo finanziamento di 200 miliardi di lire.
In effetti Rubbia cerca di varare alcuni altri grandi progetti e li segue personalmente, tra cui per esempio “Archimede”, TRADE, Idrogeno e Celle a combustibile e Phocus.
Il progetto Archimede è dedicato alla generazione di energia elettrica da luce solare concentrata (solare termodinamico). È il progetto di maggior costo sostenuto nel periodo: approvato dall'ENEA nel settembre del 2001 viene inizialmente finanziato con 15 milioni di euro, sino ad arrivare a circa 20 milioni di euro. Viene costituito un gruppo di ricerca abbastanza numeroso e affiatato che in due anni produce molti brevetti e un impianto prototipo in Casaccia. Nel 2003 viene formalizzata una joint-venture ENEA-ENEL per la realizzazione del primo impianto industriale a Priolo (attualmente in corso di realizzazione).
Il progetto TRADE (Triga Accelerator Driven Experiment) si propone di risolvere il problema delle scorie nucleari “bruciandole” in un sistema ADS (Accelerator Driver System chiamato a volte anche Rubbiatron) cioè in reattore sottocritico investito però da un flusso di neutroni prodotto da un acceleratore esterno. In questo modo non solo si eliminano le scorie ma si può anche avere una generazione netta di energia. Il progetto, che prevede di usare il piccolo reattore Triga tuttora funzionante in Casaccia accoppiato ad un ciclotrone, viene varato coinvolgendo 46 partner da 14 paesi e viene approvato e finanziato dalla EU con 23 milioni di euro.
Il progetto Idrogeno verte invece sulla generazione di idrogeno da energia solare e sulle possibili tecnologie di accumulo, mentre il progetto Phocus riguarda un prototipo di impianto fotovoltaico a concentrazione (che verrà effettivamente completato nel 2006).
Da queste iniziative appare evidente che Rubbia vuole configurare l'ENEA come un ente che si occupa di energia, trascurando le altre attività. Questo provoca un certo risentimento nei dirigenti e nel personale che si occupano di altro.
Nell'ottobre del 2001 Rubbia (a causa di contrasti con il CdA) rassegna le dimissioni e viene poi subito rinominato Commissario dal Governo di centro-destra (Berlusconi)
L'8 ottobre del 2002 si arriva ad una tregua tra Rubbia e CdA con la nomina a “direttore generale facente funzioni” dell'ingegner Giovanni Lelli.
Nel 2003 l'ENEA viene nuovamente riordinato (D.Lgs. 3 settembre 2003 n. 257). Il varo della legge porta ad un periodo di gravissima crisi dell'ente. La legge viene criticata aspramente da Rubbia (per esempio in un'audizione del 13 aprile 2005 alla X commissione della Camera) per l'incredibile rigidità e burocraticità dell'organizzazione. Dice Rubbia: ”Un elemento di criticità è che sia la struttura organizzativa interna che i principali meccanismi di funzionamento vengono rigorosamente definiti dalla legge mentre è demandato al regolamento un insieme di norme attuative anche di estremo dettaglio”.
Un secondo elemento negativo della legge è l'attribuzione di quasi tutti i poteri al CdA. Considerando che per la nomina dei membri del Consiglio non viene richiesta alta qualificazione scientifica e manageriale e considerando il loro numero (8 membri) esiste un'alta probabilità che il CdA non abbia la capacità e l'accordo per guidare l'Ente. Si ritorna così alla situazione precedente alla riforma del 1999 che era stata modificata (a favore dei poteri del presidente) proprio dopo aver verificato che portava a frequenti conflitti.
L'ultimo aspetto negativo è la mancanza di un mandato preciso per l'ENEA come testimoniato dalla impressionante varietà dei compiti attribuitigli dalla legge (ben 12 voci).
Gli unici due aspetti positivi della legge sono la previsione della valutazione del Comitato Interministeriale della Valutazione della Ricerca (CIVR) e l'affermazione, nell'articolo 21, che l'ENEA va inserito in uno dei comparti di contrattazione pubblica: finalmente si avvia il passaggio ad un contratto di lavoro uguale a quello degli altri Enti di Ricerca.
Nel 2003 vengono affidati in gestione alla SOGIN gli impianti di ricerca (ormai inattivi da 15 anni) sul ciclo del combustibile di Enea (l'impianto EUREX di Saluggia, gli impianti Opec e IPU della Casaccia - Roma, l'impianto ITREC di Rotondella). Il 16 settembre 2004, acquisendo il 60% delle azioni di Nucleco S.p.A., si costituisce il Gruppo Sogin. Nel 2005 la SOGIN acquisisce anche l'impianto di fabbricazione del combustibile di Fabbricazioni Nucleari di Bosco Marengo.
Il 12 febbraio 2004 finisce il periodo di commissariamento e viene insediato un nuovo CdA con presidente il professor Carlo Rubbia (Governo Berlusconi).
I contrasti tra il Cda dell'Enea e il presidente, Carlo Rubbia, ricominciano. Il dissenso verte soprattutto sulla nomina del direttore generale: Rubbia non intende accettare la nomina definitiva di Giovanni Lelli. L'altro motivo di scontro è il peso da dare ai progetti voluti da Rubbia (secondo voci attendibili il CdA vuole assegnargli pochi ricercatori). In particolare il progetto TRADE incontra l'opposizione dei membri del CdA (Clini e Scibetta) nominati dal Ministro dell'ambiente Matteoli.
Nel gennaio del 2005 il progetto viene definitivamente cancellato dal CdA contro il parere di Rubbia.
Il braccio di ferro arriva fino al ricorso al TAR di Rubbia contro il CdA per annullare la nomina di Lelli a direttore generale. Rubbia il 17 giugno 2005 destituisce Lelli, nominato dal CdA, e cerca di nominare direttore generale Francesco Troiani.
Una settimana dopo il CdA di ENEA sconfessa la nomina di Francesco Troiani a direttore generale fatta da Rubbia e conferma invece Lelli.
Seguendo l'iniziativa di alcuni dirigenti ENEA, circa un terzo dei dipendenti ENEA firma una lettera indirizzata al ministro per chiedere la sostituzione di Rubbia per i problemi organizzativi e d'immagine che il Premio Nobel aveva causato durante la sua permanenza all'ENEA.
Il 15 luglio 2005, di fronte a tale problematiche, il Governo Berlusconi commissaria l'ente ed estromette Rubbia, che lascia il suo incarico scrivendo una lettera aperta su La Repubblica.

### La presidenza Paganetto
Il 29 luglio 2005 viene nominato commissario il professor Luigi Paganetto (professore ordinario di economia politica all'Università degli Studi di Roma "Tor Vergata"). Vicecommissari sono il dottor Corrado Clini e Claudio Regis.
Il 14 ottobre 2005 Paganetto conferma Lelli come direttore generale. Nel maggio 2006 (con un anno e mezzo di ritardo) viene emanato il regolamento di funzionamento dell'ENEA previsto dalla legge e nel giugno 2006 si inizia l'ultima riorganizzazione ENEA. Entrambe le cose rimangono comunque sulla carta e l'ENEA verrà “soppresso” prima che si possa dargli attuazione.
Nel luglio del 2006 L'ENEA acquisisce il 51% delle azioni di CESI ricerche S.p.A.
Nel novembre del 2006 Paganetto, per cercare di focalizzare le attività, istituisce 18 Grandi Progetti ENEA. Essi però non dispongono né di finanziamenti né di personale proprio. Anche i capi progetto indicati sono temporanei e responsabili solo dello "start-up". I 18 progetti non raggiungeranno mai alcuna consistenza e scompariranno nel nulla.
Nel gennaio 2007 Paganetto viene nominato presidente dell'ENEA dal Governo Prodi. DG rimane l'ingegner Lelli fino alla fine del 2007. Nel gennaio 2008 Lelli viene sostituito dall'ingegner Maurizio Urbani. Sotto la presidenza di Paganetto (il 24 febbraio 2009) viene firmato il CCNL del Comparto Ricerca che, dopo una lunga attesa, riporta l'ENEA nella stessa famiglia contrattuale degli altri enti di ricerca.

### Il tentativo di ritorno al nucleare e il commissariamento Lelli
Il 2 luglio 2008 il nuovo Governo Berlusconi presenta il "ddl sviluppo". Esso contiene un articolo riguardante l'ennesima riforma dell'ENEA in vista del ritorno dell'Italia al nucleare. L'Art. 37 che definisce il mandato della nuova agenzia ENEA dice infatti che essa è “un ente di diritto pubblico finalizzato alla ricerca e all'innovazione tecnologica nonché alla prestazione di servizi avanzati nei settori dell'energia, con particolare riguardo al settore nucleare, e dello sviluppo sostenibile”. L'articolo 29 della stessa legge inoltre istituisce un'Agenzia per la sicurezza nucleare “per la regolamentazione […] delle attività concernenti gli impieghi pacifici dell'energia nucleare”. I dipendenti di questa agenzia dovevano provenire dall'ISPRA e dall'ENEA (50 unità per ognuna). Infine l'art. 38 definisce le nuove linee di politica energetica dell'Italia: cattura e stoccaggio della CO2, nucleare da fissione, fonti rinnovabili ed efficienza energetica.
Il 6 marzo 2009 il DG (Maurizio Urbani) si dimette per contrasti insanabili con i dirigenti ENEA ed il suo posto viene preso come f.f. dal capo del personale Giuseppe Tedesco.
Il 30 giugno 2009 scadono gli incarichi di tutti i capi dipartimento e il DG f.f. Tedesco ne assume temporaneamente le funzioni. In pratica l'ENEA è completamente decapitato in attesa del varo della nuova legge di riforma da parte del governo Berlusconi IV.
Dopo un anno di discussioni, il "ddl sviluppo" diventa la Legge 23 luglio 2009, n. 99, operativa dal 16 agosto 2009. Questo porta, il 16 settembre 2009, alla fine della presidenza del professor Paganetto e al decreto di commissariamento dell'ente, firmato dal ministro dello sviluppo economico Claudio Scajola: l'ENEA (Ente per le Nuove tecnologie, l'Energia e l'Ambiente) è quindi sostituito dalla "Agenzia nazionale per le nuove tecnologie, l'energia e lo sviluppo economico sostenibile (ENEA)". L'ingegner Giovanni Lelli viene nominato commissario della neonata agenzia, coadiuvato nei suoi compiti da due sub commissari: il dott. Enrico Elli e l'Avv. Pietro Maria Putti. Altro effetto immediato della legge è la decadenza del CdA Sogin. Il 4 settembre il ministro Scajola procede al suo commissariamento: Il commissario Mazzuca proviene da Finmeccanica e dall'Ansaldo Nucleare.
Il proposito del ministro dello sviluppo economico Claudio Scajola era quello di costruire 8-10 nuovi reattori e arrivare a una produzione di energia elettrica da nucleare in Italia pari al 25% del totale. A questo scopo vengono anche siglati due accordi internazionali: uno tra Enel-Edf per la costruzione di almeno 4 reattori EPR ed uno tra Ansaldo Nucleare e Westinghouse per la costruzione di altri 4 reattori con la tecnologia americana.
I ricorsi delle regioni su vari aspetti delle leggi ritenuti incostituzionali portano a delle modifiche legislative ma non riescono a bloccare l'azione del governo. Di conseguenza L'Italia dei Valori il 9 aprile 2010 presenta una proposta di referendum per abrogare il nuovo programma elettronucleare italiano. La data per lo svolgimento del referendum viene fissata per il 12 e 13 giugno 2011. Poco prima del referendum avviene il disastro di Fukushima Dai-ichi presso la centrale nucleare omonima a seguito del terremoto e maremoto del Tōhoku dell'11 marzo 2011. Il referendum si tiene ugualmente e il quesito viene approvato con un quorum di circa il 54% di votanti e una maggioranza di oltre il 94% determinando la chiusura del nuovo programma nucleare.
L'ingegner Lelli mantiene il ruolo di commissario per quasi 5 anni.

### Il commissariamento Testa
Il 6 agosto 2014 il ministro dello sviluppo economico Federica Guidi del Governo Renzi nomina commissario Federico Testa, in attesa di una ridefinizione del ruolo dell'ENEA nell'ambito di un più generale riordino di tutti gli enti di ricerca pubblici.
Il 1º luglio 2015 entra in vigore la nuova struttura organizzativa dell'ENEA che prevede la suddivisione della parte tecnico-scientifica in tre dipartimenti: Dipartimento Fusione e Tecnologie per la Sicurezza Nucleare (FSN), Dipartimento Tecnologie Energetiche (DTE), Dipartimento Sostenibilità dei sistemi produttivi e territoriali (SSPT). La nuova struttura comprende anche un'Unità Tecnica Efficienza Energetica (UTEE), un'Unità Certificati Bianchi, un'Unità Tecnica Antartide, un Istituto di Radioprotezione. A dicembre 2015 la UTEE diventa il quarto dipartimento con il nome di Dipartimento Unità Efficienza Energetica (DUEE).

### Presidenza Testa (2016-2021)

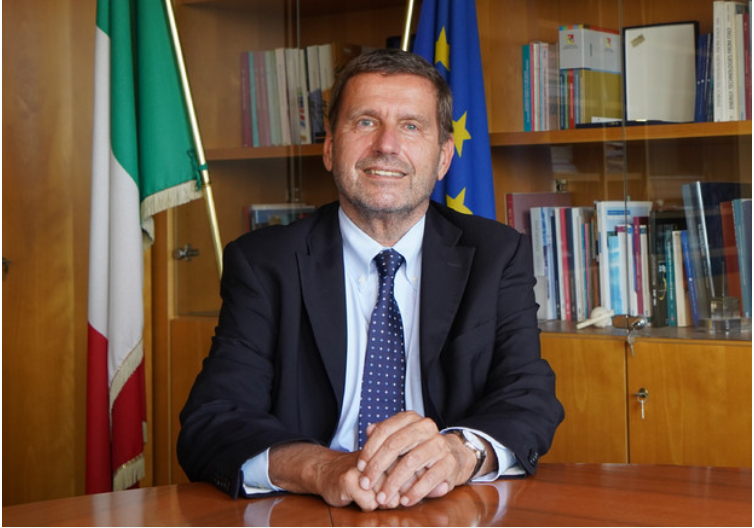
Federico Testa durante i suoi anni di Presidenza (agosto 2014 - giugno 2021)

Il 22 dicembre 2015 finisce il commissariamento dell'ENEA con un provvedimento inserito nel collegato ambientale alla legge di stabilità. Dopo una fase transitoria di alcuni mesi, il 23 marzo 2016 viene nominato un CDA di cui è presidente lo stesso Federico Testa e gli altri due membri sono Alessandro Lanza e Mauro Libè.

### Presidenza Dialuce (2021-)
Nella tarda serata del 9 giugno 2021 viene diffusa la notizia, poi confermata nelle prime ore del giorno successivo, che lo stesso Federico Testa ha consegnato nelle mani del ministro della transizione ecologica Roberto Cingolani una lettera contenente le sue dimissioni da presidente dell'Agenzia, che vengono accettate dal ministro. Finiscono cosi i sette anni (2014-2021) di presidenza Testa.
Il 3 agosto 2021 il ministro Cingolani lascia trapelare alcune notizie secondo cui la presidenza dell'Agenzia viene affidata a Gilberto Dialuce.
Il 4 agosto 2021 viene ufficializzata la notizia, dando cosi inizio alla nuova presidenza Dialuce.

## Compiti
Tra i principali compiti svolti dell'ENEA vanno ricordati:
- ricerca di base ed applicata, inclusa la realizzazione di prototipi e l'industrializzazione di prodotti, nei settori dell'energia, dell'ambiente, delle tecnologie e delle applicazioni nucleari, delle tecnologie delle radiazioni (ionizzanti e non);
- responsabile del presidio scientifico e tecnologico in tema di energia nucleare;
- conduzione di grandi progetti di ricerca, sviluppo e dimostrazione, con prevalente contenuto ingegneristico e tecnologico;
- studi sul grado di sviluppo di tecnologie avanzate, inclusi gli impatti economici e sociali anche in risposta a richieste delle pubbliche amministrazioni;
- studi, ricerche, misure, prove e valutazioni per soggetti pubblici e privati;
- collaborazione con enti ed istituzioni estere inclusa la definizione della normativa tecnica, la partecipazione ai grandi programmi di ricerca e agli organismi internazionali;
- trasferimento tecnologico dei risultati della ricerca a sostegno dello sviluppo nazionale;
- collaborazione con le regioni e con le amministrazioni per lo sviluppo delle realtà produttive del territorio;
- formazione post-universitaria, e collaborazione con le università nazionali ed internazionali;
- attività di comunicazione e promozione della ricerca.

## Sedi, centri e laboratori di ricerca
Oltre alla sede legale di Roma, l'ENEA dispone in Italia dei seguenti nove centri di ricerca (ordinati nell'elenco sottostante da nord a sud), oltre a diversi laboratori e uffici territoriali, dislocati sul territorio italiano, europeo e internazionale:
- Laboratori di ricerche Ispra a Ispra;[15]
- Centro ricerche Saluggia a Saluggia;[16]
- Centro ricerche Bologna in tre sedi di Bologna;[17]
- Centro ricerche ambiente marino S. Teresa a Pozzuolo, frazione del comune di Lerici;[18]
- Laboratorio di ricerca Faenza a Faenza;[19]
- Centro ricerche Brasimone a Brasimone, località del comune di Camugnano;[20]
- Centro ricerche Frascati a Frascati;[21]
- Centro ricerche Casaccia a Casaccia, località della frazione di Cesano del comune di Roma;[22]
- Centro ricerche Portici a Portici[23] e a Manfredonia (Area Sperimentale di Monte Aquilone);[24]
- Laboratorio di ricerche Foggia a Foggia;
- Centro ricerche Brindisi a Brindisi;[25]
- Centro ricerche Trisaia a Trisaia, frazione del comune di Rotondella.[26]

L'ente è inoltre dotato di:
- 4 sedi periferiche (Genova, Venezia, Pisa e Palermo);[27]
- 13 Centri di Consulenza per l'Energia e l'Innovazione (CCEI), distribuiti su tutto il territorio italiano, che operano come veri e propri "terminali territoriali";[28]
- un ufficio di rappresentanza a Bruxelles che ha il compito di promuovere e rafforzare l'immagine e la partecipazione dell'ENEA a livello dell'Unione europea oltre a fornire informazione, consulenza operativa e supporto logistico alle unità tecniche ENEA;[29]
- diversi laboratori tecnico-scientifici in Antartide per ricerche altamente specializzate in piena collaborazione con il CNR e Forze Armate nazionali e di altri Stati. Vengono effettuati determinati studi e sperimentazioni impossibili da effettuare in altre parti del mondo per ragioni prima di tutto climatiche e morfologiche ma anche di sicurezza. Tali sedi sono gestite e controllate da un apposito reparto interno all'ENEA denominato "U.T.A." (Unità Tecnica Antartide) nel quale confluiscono per la sola durata della missione, il personale di altri reparti interni che ne hanno fatto apposita richiesta ed al termine della missione ritorneranno nel reparto di appartenenza. Il personale impiegato in questo contesto presta domanda spontaneamente e dopo essere stato sottoposto a test fisici e valutativi viene data risposta affermativa o negativa e mandato nel caso di risposta positiva ad effettuare un corso di preparazione. Le missioni operative hanno una durata minima di quattro mesi e una durata massima di due anni e le singole domande possono essere presentate ogni anno.[30]